# Derovatellus africanus
Derovatellus africanus är en skalbaggsart som beskrevs av Régimbart 1889. Derovatellus africanus ingår i släktet Derovatellus och familjen dykare. Inga underarter finns listade i Catalogue of Life.